# Alex Blignaut
 Alex Blignaut  (* 30. listopadu 1932 Johannesburg – 15. ledna 2001 Honeydow) byl jihoafrický automobilový závodník, účastník formule 1.
Tento jihoafrický pilot rychle vycítil příznivou dobu pro rozvoj automobilového sportu ve své zemi. Zahájil kariéru v jihoafrické sérii Formule Libre, stal se také strůjcem automobilových závodů v Jihoafrické republice. Jeho osobní účast v závodech Formule 1 se omezila pouze na nemistrovskou Grand Prix Rand v roce 1964, kdy byl ze závodu nucen odstoupit. Následující rok byla pro něj výzvou domácí Grand Prix JAR, neměl ale vhodný vůz k podobnému typu závodů a tak byl pouze zapsán do startovní listiny, ovšem závodu se neúčastnil.
Alex byl vášnivým propagátorem závodů Formule 1 na africkém kontinentu a dokonce i organizátorem řady Velkých cen. Byl také se šéfem soukromé stáje F1, když podporoval vozy Tyrrell.

## Formule 1
| Rok  | 1   | 2   | 3   | 4   | 5  | 6  | 7   | 8   | 9   | 10  | Pořadí | Body |
| ---- | --- | --- | --- | --- | -- | -- | --- | --- | --- | --- | ------ | ---- |
| 1965 | JAR | MON | BEL | FRA | GB | NL | NĚM | ITA | USA | MEX | *      | *    |